# Heliopauza
Heliopauza je područje u svemiru gdje prestaje utjecaj Sunca, gdje je tlak Sunčevog vjetra izjednačen tlakom čestica međuzvjezdanog prostora, odnosno gdje Sunčev vjetar više ne može nadjačati zvjezdane vjetrove obližnjih zvijezda. Heliopauza je vanjski rub helioomotača, prijelaznog područja u kojem je Sunčev vjetar uporio ispod na podzvučne brzine u svom okolišu, što počinje na udaljenosti od 80 do 100 astronomskih jedinica (AJ) od Sunca. Model u kojem helioomotač ima oblik kome je danas napušten.
Umjetna letjelica Voyager 1 je dosegla heliopauzu 25. kolovoza 2013., a Voyager 2 10. prosinca 2018. godine.